# Molette (rivière)
Pour les articles homonymes, voir Molette.
La Molette est un ruisseau de la Seine-Saint-Denis issu du ru du Moleret, aujourd'hui busé à la suite de l'urbanisation.

## Le cours de la Molette
Il prenait sa source à Rosny-sous-Bois, alimenté par les eaux de ruissellement, traversait Bondy, Drancy, le Blanc-Mesnil en partie puis Le Bourget et se jetait à Dugny dans le Rouillon, lui aussi aujourd'hui disparu. La Molette faisait office de limite communale entre Drancy et le Blanc-Mesnil puis entre La Courneuve et Dugny.